# Eva Janko
Eva Janko, född 24 januari 1945 i Floing i Steiermark, är en före detta österrikisk friidrottare.
Janko blev olympisk bronsmedaljör i spjutkastning vid sommarspelen 1968 i Mexico City.